# Rio São Domingos (vattendrag i Brasilien, Minas Gerais, lat -19,21, long -50,74)
Rio São Domingos är ett vattendrag i Brasilien.   Det ligger i delstaten Minas Gerais, i den södra delen av landet, 500 km sydväst om huvudstaden Brasília. Rio São Domingos ligger vid sjön Ilha Solteira Reservoir.
Omgivningen kring Rio São Domingos är en mosaik av jordbruksmark och naturlig växtlighet. Området är mycket glesbefolkat, med 4 invånare per kvadratkilometer.